# Iiris Vesik
Iiris Vesik, född 16 juli 1991 i Tallinn, är en estnisk sångerska och singer-songwriter mest känd under sitt artistnamn Iiris. Hennes debutalbum, The Magic Gift Box, släpptes i mars 2012 av EMI.
Vesik började studera vid Jakob Westholmi Gümnaasium 1998 och tog examen år 2010. År 2003 slutade hon trea i den estniska musiktävlingen Tähtede laul. Vid två tillfällen har hon försökt representera Estland i Eurovision Song Contest. 2008 deltog hon i den nationella uttagningen med låten "Ice-Cold Story". Med låten slutade hon i finalen på andra plats bakom segrande Kreisiraadio. 2010 gjorde hon ett nytt försök med låten "Astronaut" som hon varit med och skrivit själv. Hon tog sig till final och slutade där fyra på 13 poäng.
2011 skrev hon kontrakt med skivbolaget EMI Finland. Hennes debutalbum släpptes den 28 mars 2012 med titeln The Magic Gift Box.